# Fontaine de Bar-le-Duc

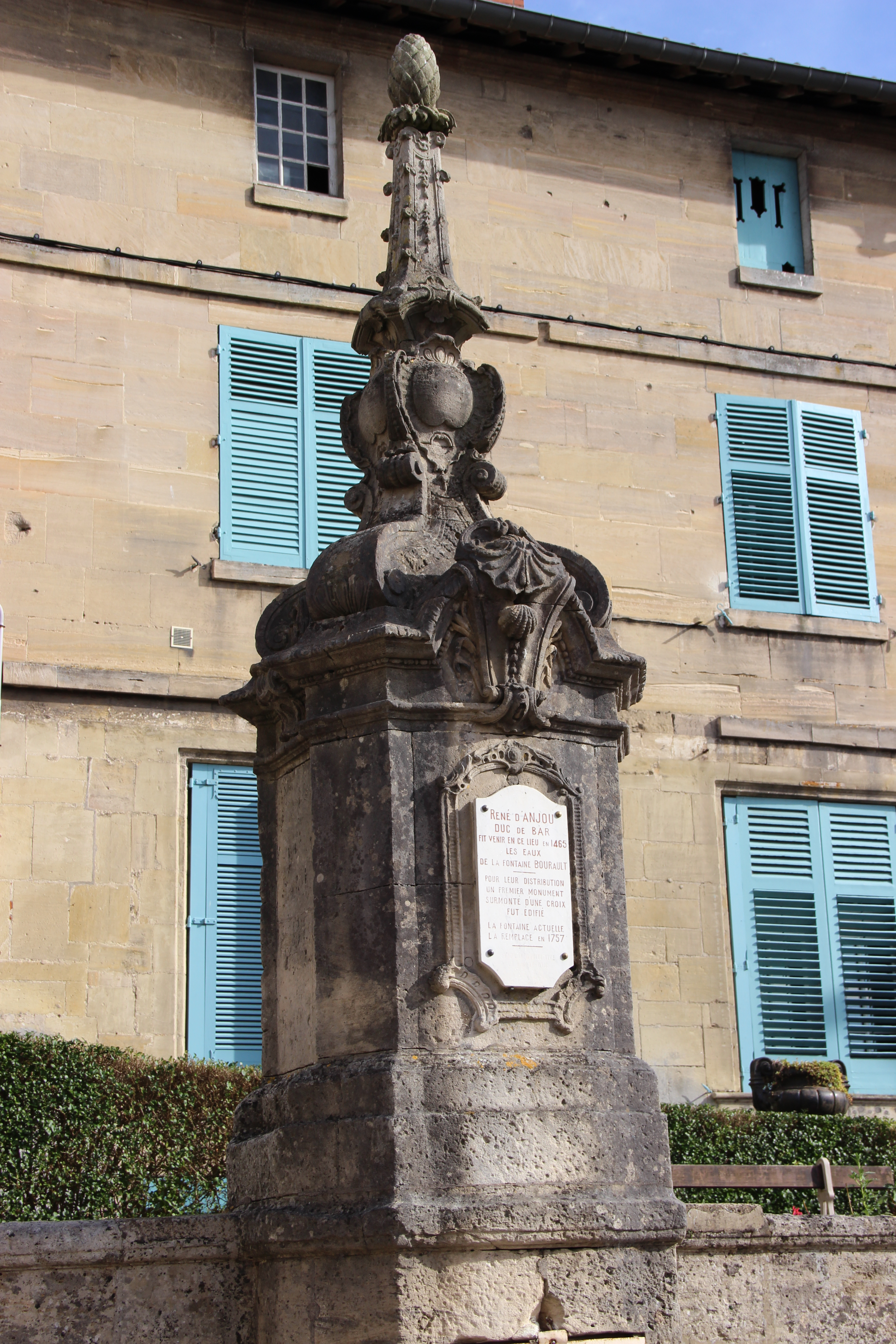
Brunnen in Bar-le-Duc

Der Brunnen in Bar-le-Duc, einer französischen Stadt im Département Meuse in Lothringen, wurde 1757 errichtet. Der Brunnen an der Place de la Fontaine wurde 1930 als Monument historique in die Liste der Baudenkmäler in Frankreich aufgenommen.
Der barocke Brunnen, der an der Stelle eines Vorgängerbrunnens aus dem Jahr 1465 steht, lieferte den Bewohnern der Oberstadt Trinkwasser. Das Wasser wurde lange Zeit über eine unterirdische Leitung aus ausgehöhlten Baumstämmen herangeführt. 
Auf einer weißen Marmorplatte wird von der Errichtung des Brunnens durch den Herzog René I. im Jahr 1465 berichtet.